# BPNT1
BPNT1 (англ. 3'(2'), 5'-bisphosphate nucleotidase 1) – білок, який кодується однойменним геном, розташованим у людей на 1-й хромосомі. Довжина поліпептидного ланцюга білка становить 308 амінокислот, а молекулярна маса — 33 392.
| 10         |  | 20         |  | 30         |  | 40         |  | 50         |
| ---------- |  | ---------- |  | ---------- |  | ---------- |  | ---------- |
| MASSNTVLMR |  | LVASAYSIAQ |  | KAGMIVRRVI |  | AEGDLGIVEK |  | TCATDLQTKA |
| DRLAQMSICS |  | SLARKFPKLT |  | IIGEEDLPSE |  | EVDQELIEDS |  | QWEEILKQPC |
| PSQYSAIKEE |  | DLVVWVDPLD |  | GTKEYTEGLL |  | DNVTVLIGIA |  | YEGKAIAGVI |
| NQPYYNYEAG |  | PDAVLGRTIW |  | GVLGLGAFGF |  | QLKEVPAGKH |  | IITTTRSHSN |
| KLVTDCVAAM |  | NPDAVLRVGG |  | AGNKIIQLIE |  | GKASAYVFAS |  | PGCKKWDTCA |
| PEVILHAVGG |  | KLTDIHGNVL |  | QYHKDVKHMN |  | SAGVLATLRN |  | YDYYASRVPE |
| SIKNALVP   |  |            |  |            |  |            |  |            |

A: Аланін

C: Цистеїн

D: Аспарагінова кислота

E: Глутамінова кислота

F: Фенілаланін

G: Гліцин

H: Гістидин

I: Ізолейцин

K: Лізин

L: Лейцин

M: Метіонін

N: Аспарагін

P: Пролін

Q: Глутамін

R: Аргінін

S: Серин

T: Треонін

V: Валін

W: Триптофан

Кодований геном білок за функціями належить до гідролаз, фосфопротеїнів. 
Задіяний у таких біологічних процесах, як ацетилювання, альтернативний сплайсинг. 
Білок має сайт для зв'язування з іонами металів, іоном магнію. 